# Hueto Abajo
Hueto Abajo (oficialmente Hueto Abajo/Otobarren) es un concejo del municipio de Vitoria, en la provincia de Álava, País Vasco (España).

## Localización
El concejo está situado en las faldas de la Sierra Brava de Badaya y se accede a él a través de la carretera A-4310. Este concejo se asienta en un pequeño valle, atravesado por el barranco de Oca, a 12 kilómetros de Vitoria. 

## Geografía
Es uno de los concejos integrados en la llamada Zona Rural Noroeste de Vitoria. 

### Localidades limítrofes
|                               | Norte: Hueto Arriba |                      |
| Oeste: Sierra Brava de Badaya |                     | Este: Ullíbarri-Viña |
|                               | Sur: Mártioda       |                      |

## Etimología
El nombre proviene de Goitio (Güeto en la antigüedad), y significa lugar elevado Goiti-o. Barren es por ser "de abajo". O podría ser Bekoa (Goitio Bekoa). En el pasado recibió los nombres de Oto, Oto de Yuso, Hueto de Yuso, Güeto y Güeto Abajo, hasta llegar a su denominación actual. 

## Historia
Fue tierra de los señores de Mártioda, de la Casa de los Hurtado de Mendoza, y formó con las vecinas localidades de Hueto Arriba y Mártioda, la hermandad de Los Huetos, que en el siglo XIX quedaría constituida en municipio. Hueto Abajo era la capital y principal población del municipio. En 1975 el municipio de Los Huetos quedó anexionado al de Vitoria.

## Demografía
Desde que se iniciase el siglo XXI, la población del concejo ha fluctuado en torno al medio centenar de habitantes. En 2018 cuenta con una población de 43 habitantes según el Padrón Municipal de habitantes del Ayuntamiento de Vitoria.
| Gráfica de evolución demográfica de Hueto Abajo entre 2000 y 2018                                        |
| |
| Población (2000-2017) según los censos de población del INE. Población según el padrón municipal de 2018 |

## Cultura

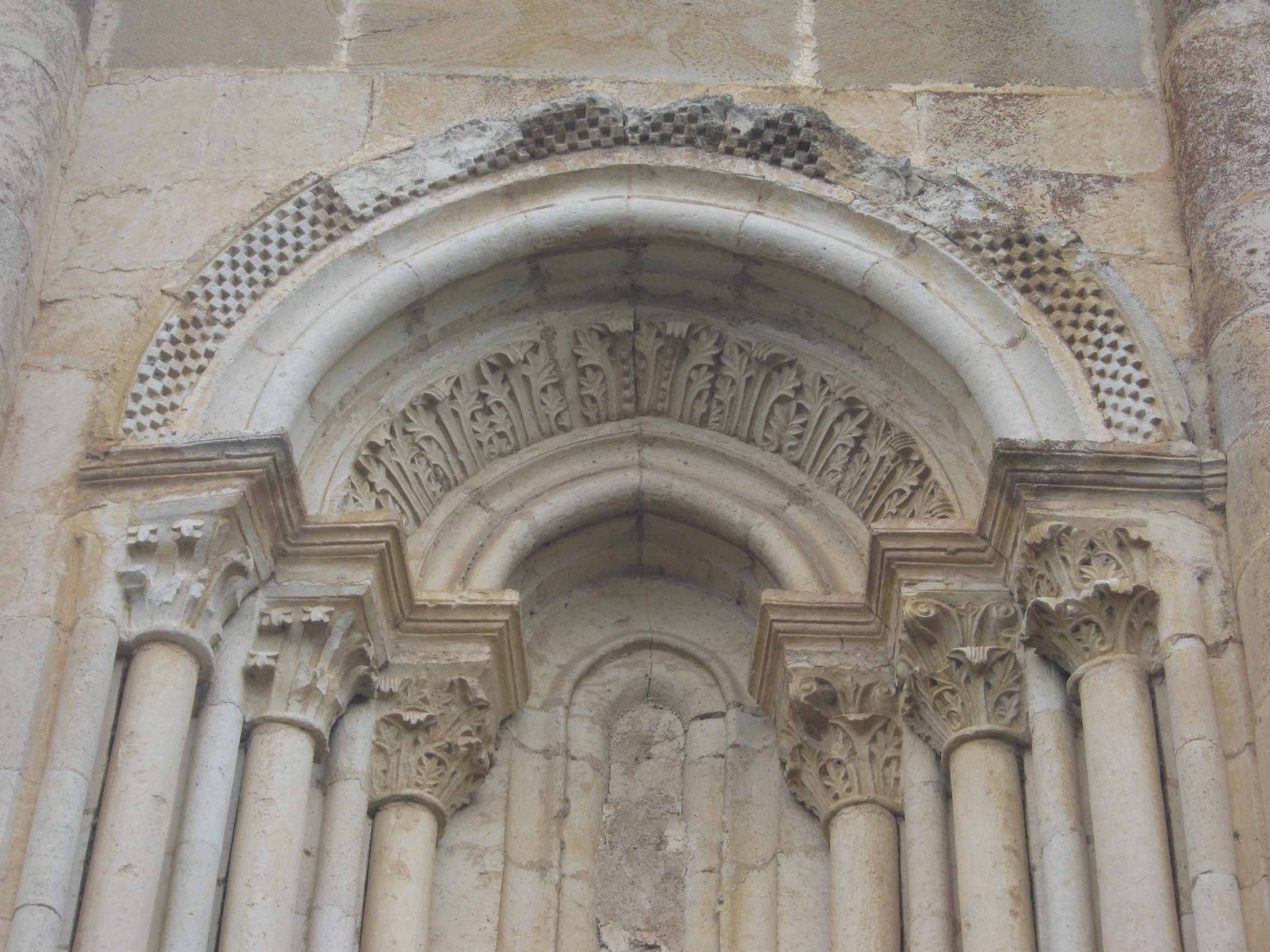
Detalle de un ventanal de la iglesia de Hueto Abajo

### Patrimonio material
- Iglesia de San Vicente de Hueto Abajo. Es una de las iglesias más características del siglo XIII en Álava. Tiene muchos elementos destacables, pero entre ellos destaca el Retablo de San Blas, situado en la capilla del mismo nombre, que está constituido por ocho tablas pintadas en el siglo XVI. Ha sido recientemente restaurado. Conserva el guadamecí, pieza única de revestimiento polícromo sobre cuero de todo el País Vasco, que se encuentra en el Museo Diocesano de Arte Sacro de Álava.[4]
- Ermita de San Andrés. Está desaparecida.
- Nuestra Señora de Ubarriarán (también aparece como Ugaziaran o Ugasioran). El nombre en euskera significa "cerca del manantial con cauce de piedra". En su interior se encuentra una Andra Mari del siglo XIV aunque su interés es más cultural que artístico. La Virgen ofrece una manzana y el Niño lleva en su mano izquierda la bola del mundo. La ermita se encuentra situada a la salida del pueblo, a unos 1000 m de su última casa en dirección al monte. El Papa Sixto V concedió en 1585 la bula por la que se la declaraba patrona de los Huetos. El 28 de abril se traslada la Imagen procesionalmente a la parroquia, en donde se la tributa culto hasta el 5 de junio, en que se vuelve a conducir a la ermita. Tiene himno propio compuesto para el IV centenario por el Maestro Luis Aramburu sobre letra del Hermano corazonista, hijo del pueblo, Alberto González Samaniego.
- Torre de los señores de Hurtado de Mendoza. La situación de los Huetos era muy importante para los señores de Mártioda que, desde su torre principal, dominaban el puerto Arrato. Hoy es tan solo una parcela de labranza.
- Frente al lavadero existe una edificación de finales del siglo XV con torreón fortificado. Se trata de un edificio protegido, en estado de abandono, sobre el que se edificarán varias viviendas.
- Puente de la Fuente.  Construido a finales del siglo XIX o principios del siglo XX, el puente es de diseño funcional con tres arcos, cimentación sobre el lecho rocoso y mampostería tosca. En el siglo XX, fue modificado con la ampliación de la calzada mediante un tablero de hormigón, aumentando su ancho de 3,90 m a 5,64 m. Además, da acceso al caserío de Hueto Abajo y conecta con una fuente y lavadero público en la margen izquierda del río.[5]
- Puente de las Escuelas. El puente al norte de Hueto Arriba, construido en el segundo tercio del siglo XX, presenta una estructura simétrica de dos vanos con arcos de medio punto y defensas hidrodinámicas en estribos y pilas. Fabricado con piedra caliza y hormigón, tiene una longitud de 8 metros, una anchura de 3,6 metros y una calzada estrecha de hormigón revestida de asfalto. Las barandillas metálicas y las aletas laterales completan su diseño funcional.[6]
- Desde esta localidad, se asciende a Cruz de Ganalto, de 900 metros, desde donde se contempla un amplio paisaje.[7]

### Patrimonio inmaterial
Los vecinos de la localidad son apodados los "Garbanceros" y sus fiestas patronales se celebran por San Vicente, el 22 de enero.